# Idioma kwara'ae
El idioma Kwara'ae se habla en las regiones occidental, central y oriental de Isla Malaita en las Islas Salomón. En 1999, se sabía que 32.400 personas hablaban el idioma. Es la lengua vernácula indígena más grande de las Islas Salomón.

## Fonológia
|              |              | Labiales | Alveolares | Palatales | Velares | Velares | Glotales |
| nor.         | lab.         | Labiales | Alveolares | Palatales |         |         | Glotales |
| ------------ | ------------ | -------- | ---------- | --------- | ------- | ------- | -------- |
| Oclusivas    | Sordas       |          | t          |           | k       | kʷ      | ʔ        |
| Oclusivas    | Sonoras      | b        | d          |           | ɡ       | ɡʷ      | ʔ        |
| Fricativas   | Fricativas   | (f)      | s          |           | x ~ h   | x ~ h   | x ~ h    |
| Nasales      | Nasales      | m        | n          |           | ŋ       | ŋʷ      |          |
| Róticas      | Róticas      |          | ɾ          |           |         |         |          |
| Laterales    | Laterales    |          | l          |           |         |         |          |
| Aproximantes | Aproximantes | w        |            | j         |         |         |          |

El sonido /f/ se fusiona con /h/. La mayoría de los hablantes de Kwara'ae eligen pronunciar /h/ como un sonido /f/ en algún vocabulario.
|              | Anteriores | Centrales | Posteriores |
| ------------ | ---------- | --------- | ----------- |
| Cerradas     | i          |           | u           |
| Semiabiertas | ɛ          |           | ɔ           |
| abierta      |            | a         |             |

El sonido [ə] se reconoce como un alófono de /a/. Hay reducción de vocales, por lo que las vocales /i/, /u/ finales a menudo se eliminan. Antes de /i/, la vocal /a/ puede convertirse en [e], formando el diptongo [ei].